# Германия на «Евровидении-1967»
Германия принимала участие в Евровидении 1967, проходившем в Вене, Австрия. На конкурсе её представляла Инге Брок с песней «Anouschka», выступавшая под номером 9. В этом году страна заняла 8-е место, получив 7 баллов. Комментатором конкурса от Германии в этом году был Лео Нелиссен, глашатаем — Эллен Блазер.

## Национальный отбор
Как и в прошлом году, национальный отбор проходил внутри телекомпании.

## Страны, отдавшие баллы Германии
У каждой страны было по 10 судей, каждый из которых мог отдать один голос понравившейся песне.
| Португалия Швеция Бельгия Великобритания Норвегия Италия Ирландия |

## Страны, получившие баллы от Германии
| 4 баллов | Ирландия       |
| 3 балла  | Великобритания |
| 2 балла  | Франция        |
| 1 балла  | Бельгия        |